# Anne Birk

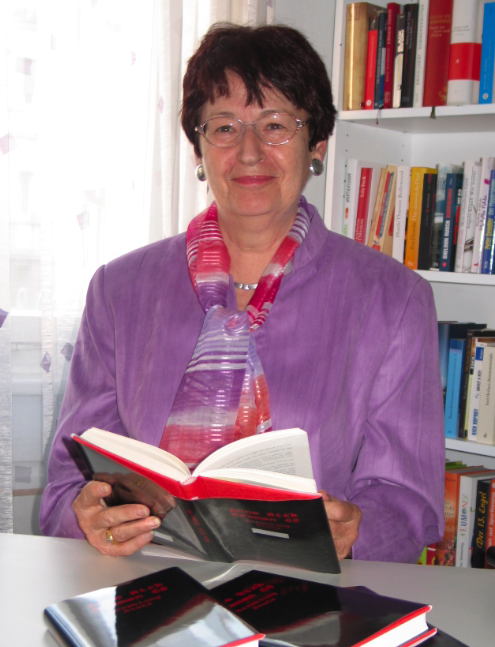
Anne Birk bei der Präsentation ihres Werks 'Examen 68' (2008)

Anne Birk (eigentlich: Rosemarie Tietz, geb. Schumacher) (* 20. August 1942 in Trossingen; † 29. Juli 2009 in Esslingen am Neckar) war eine deutsche Schriftstellerin.

## Leben
Rosemarie Schumacher war die Tochter eines Volksschullehrers und wuchs in Tuttlingen auf. Sie studierte Germanistik und Anglistik und wurde Gymnasiallehrerin in Esslingen am Neckar, wo sie von 1969 bis zu ihrem Tod lebte. Um 1980 begann sie außerdem mit ihrer schriftstellerischen Tätigkeit. Sie war Jurymitglied in der Kunststiftung und im Vorstand des Förderkreises deutscher Schriftsteller Baden-Württemberg sowie eine der Mitbegründerinnen der Initiative schreibender Frauen in Baden-Württemberg. Als Pseudonym wählte sie den Geburtsnamen ihrer Mutter.
Ihr Ehemann Gerold Tietz war ebenfalls Schriftsteller. Das Ehepaar war kinderlos; Gerold Tietz starb nur wenige Tage vor seiner Frau am 24. Juli 2009.

## Werke
Anne Birk schrieb die Trilogie zur deutschen Geschichte Astern im Frost (1999), Weiße Flecken an der Wand (2000) und Scherbengericht (2002). Die Handlungsorte Trossingen und Tuttlingen werden in den Büchern, die z. T. auf den Jugend- und Kindheitserinnerungen ihrer Mutter basieren, camoufliert. Daneben erschien der Roman Carlos oder Vorgesehene Verheerungen in unseren blühenden Provinzen. Der Roman Kein Wunder wurde nicht mehr zu ihren Lebzeiten veröffentlicht.
Neben diesen Romanen schrieb Anne Birk unter anderem noch das Theaterstück Nestbeschmutzung und gab Zumutungen – Frauen und ein Paragraph heraus. Dieses Buch thematisiert die Zwangsberatung, die § 218 StGB für die Straffreiheit eines Schwangerschaftsabbruchs voraussetzt.
Zu Birks Werken gehören auch die Erzählungen Der Ministerpräsident, Bernies Bergung, Das nächste Mal bringe ich Rosen oder Warum Descartes sich weigert, seine Mutter zu baden sowie Examen 68. Letztere handelt vom Studentenleben im Tübingen der 1960er Jahre.
Postum erschienen die Erzählungen Vier Kurzgeschichten / Four short stories (2012).

## Trivia
Anne Birk ist – zehn Generationen zurückgerechnet – verwandt mit Barack Obama.